# Kanako Konno
Kanako Konno (Sakata, 16 aprile 1984) è una pallavolista giapponese.
Gioca nel ruolo di schiacciatrice nelle Okayama Seagulls.

## Carriera
La carriera di Kanako Konno inizia a livello scolastico, con la squadra del Liceo Furukawagakuen. Diventa professionista nella stagione 2003-04, debuttando in V.League con le Pioneer Red Wings: resta legata al club per ben undici stagioni, nel corso delle quali si aggiudica due scudetti ed un Torneo Kurowashiki.
In seguito alla chiusura del club, nel campionato 2014-15 passa alle Okayama Seagulls.

## Palmarès

### Club
- Campionato giapponese: 2

2003-04, 2005-06
- Torneo Kurowashiki: 1

2005